# Presidents Cup
De Presidents Cup is een golfwedstrijd tussen een team dat de Verenigde Staten vertegenwoordigt en een internationaal team dat de rest van de wereld (met uitzondering van Europa) vertegenwoordigt. Eenzelfde soort wedstrijd wordt ook georganiseerd met de Ryder Cup, waarbij een team van golfers uit de Verenigde Staten het opneemt tegen een team van Europa.
De Presidents Cup werd voor het eerst georganiseerd in 1994, en viel in de even jaren wanneer er geen Ryder Cup werd georganiseerd. Wegens het uitstel van de Ryder Cup in 2001, omwille van de aanslagen op 11 september, werden beide toernooien met één jaar verlegd en werd de Presidents Cup vanaf toen in oneven jaren georganiseerd. Door de coronapandemie werd de Ryder Cup van 2020 opnieuw met een jaar uitgesteld, waardoor de Presidents Cup vanaf dat moment weer in de oorspronkelijke even jaren wordt georganiseerd. Elke editie wordt om beurten georganiseerd door de Verenigde Staten en een land dat vertegenwoordigt is door het internationale team.
Doordat het internationale team is mengeling is van verschillende nationaliteiten en continenten, werd er voor dit team een specifiek logo en vlag ontworpen.
De eerstvolgende Presidents Cup zal gehouden worden van 24 tot 29 september op de Royal Montreal Golf Club in Montreal, Canada. De Verenigde Staten is de regerend kampioen, en is tevens recordhouder door 12 van de 14 gespeelde Presidents Cups te winnen.

## Opzet
Het scoresysteem bij de Presidents Cup is matchplay, wat gelijkaardig is aan de opzet van de Ryder Cup. Ieder team bestaat uit 12 golfers, en heeft een teamcaptain. De teamcaptain is meestal een oudgediende golfer die reeds één of meerdere evenementen zelf heeft meegespeeld, en deze kiest de tweetallen die tussen donderdag en zaterdag samen zullen spelen binnen een team.
In de eerste drie dagen worden er foursomes (één bal en om beurten slaan) en fourballs (beste score van het team telt) gespeeld. Op de donderdag en vrijdag zijn dit 5 wedstrijden in de voor- en namiddag, en op de zaterdag 4 wedstrijden in de voor- en namiddag. De laatste dag van het toernooi bestaat uit 12 enkelspellen tussen de spelers van de twee teams. Elke wedstrijd, ongeacht of dit tussen tweetallen of enkelspellen zijn, is 1 punt waard. Wanneer de wedstrijd een gelijkspel is krijgt elk team een half punt.
Sinds de eerste editie zijn er enkele kleine wijzigingen doorgevoerd, hoewel de laatste dag nog altijd bestaat uit 12 enkelspellen. In 2000 werd beslist om het toernooi uit te breiden van drie naar vier dagen. Vanaf 2015 worden er negen foursome wedstrijden, negen fourball wedstrijden en 12 enkelspellen gespeeld. In totaal zijn er 30 punten te verdienen en een team heeft 15,5 punten nodig om de Presidents Cup te winnen.
| Jaar      | Dag 1       | Dag 1       | Dag 2       | Dag 2       | Dag 3           | Dag 3           | Dag 4           | Totaal aantal punten |
| Jaar      | Voormiddag  | Namiddag    | Voormiddag  | Namiddag    | Voormiddag      | Namiddag        | Dag 4           | Totaal aantal punten |
| --------- | ----------- | ----------- | ----------- | ----------- | --------------- | --------------- | --------------- | -------------------- |
| 1994–1996 | 5 fourballs | 5 foursomes | 5 fourballs | 5 foursomes | 12 enkelspellen | 12 enkelspellen | –               | 32                   |
| 1998      | 5 foursomes | 5 fourballs | 5 foursomes | 5 fourballs | 12 enkelspellen | 12 enkelspellen | –               | 32                   |
| 2000      | 5 foursomes | 5 foursomes | 5 fourballs | 5 foursomes | 5 fourballs     | 5 fourballs     | 12 enkelspellen | 32                   |
| 2003      | 6 foursomes | 6 foursomes | 5 fourballs | 5 foursomes | 6 fourballs     | 6 fourballs     | 12 enkelspellen | 34                   |
| 2005–2011 | 6 foursomes | 6 foursomes | 6 fourballs | 6 fourballs | 5 foursomes     | 5 fourballs     | 12 enkelspellen | 34                   |
| 2013      | 6 fourballs | 6 fourballs | 6 foursomes | 6 foursomes | 5 fourballs     | 5 foursomes     | 12 enkelspellen | 34                   |
| 2015–2017 | 5 foursomes | 5 foursomes | 5 fourballs | 5 fourballs | 4 foursomes     | 4 fourballs     | 12 enkelspellen | 30                   |
| 2019      | 5 fourballs | 5 fourballs | 5 foursomes | 5 foursomes | 4 fourballs     | 4 foursomes     | 12 enkelspellen | 30                   |
| 2022      | 5 foursomes | 5 foursomes | 5 fourballs | 5 fourballs | 4 foursomes     | 4 fourballs     | 12 enkelspellen | 30                   |

### Gelijkspel
Tot het toernooi van 2005 selecteerden de teamcaptains vóór de laatste dag één speler die een eventuele tie-breaker moest spelen op het einde van het kampioenschap. Deze spelers zouden het in een laatste wedstrijd opnemen in play-off stijl, waarbij de eerste die een betere score op een hole behaald ook het beslissende punt krijgt. In 2003 was dit het geval, maar werd de tie-breaker afgelast na 3 holes omdat het donker werd. De twee teamcaptains, Gary Player en Jack Nicklaus, besloten hierop dat de winst en beker gedeeld zou worden tussen de 2 teams.
Tussen 2005 en 2013 werden enkelspellen, die op een gelijkspel geëindigd waren, doorgespeeld totdat er een winnaar was. Dit gold voor alle enkelspellen totdat er een team was dat voldoende punten had om het kampioenschap te winnen. Hoewel dit tussen deze jaren zo werd beslist, was er geen enkel kampioenschap waarbij er daadwerkelijk meer dan 18 holes gespeeld werden in de enkelspellen.

## Geschiedenis

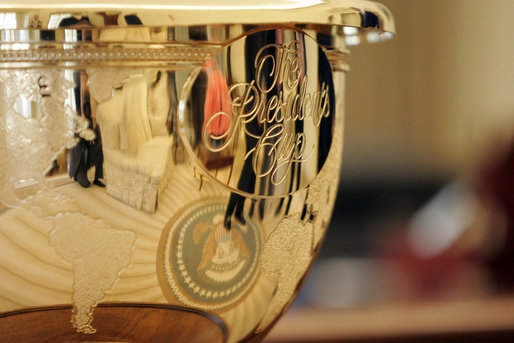
De beker van de Presidents Cup

Het kampioenschap werd georganiseerd door de PGA Tour in 1994, om als tegenhanger te dienen van de Ryder Cup en ook internationale spelers, die niet uit Europese landen kwamen, een kans te geven om als team een kampioenschap te winnen.
Elke editie heeft een erevoorzitter of -voorzitster, wat altijd het staatshoofd of de regeringsleider is van het organiserende land.
| Jaar | Voorzitter of voorzitster | Titel                                 |
| ---- | ------------------------- | ------------------------------------- |
| 1994 | Gerald Ford               | 38e president van de Verenigde Staten |
| 1996 | George H. W. Bush         | 41e president van de Verenigde Staten |
| 1998 | John Howard               | 25e minister-president van Australië  |
| 2000 | Bill Clinton              | 42e president van de Verenigde Staten |
| 2003 | Thabo Mbeki               | 2e president van Zuid-Afrika          |
| 2005 | George W. Bush            | 43e president van de Verenigde Staten |
| 2007 | Stephen Harper            | 22e minister-president van Canada     |
| 2009 | Barack Obama              | 44e president van de Verenigde Staten |
| 2011 | Julia Gillard             | 27e minister-president van Australië  |
| 2013 | Barack Obama              | 44e president van de Verenigde Staten |
| 2015 | Park Geun-hye             | 11e president van Zuid-Korea          |
| 2017 | Donald Trump              | 45e president van de Verenigde Staten |
| 2019 | Scott Morrison            | 30e minister-president van Australië  |
| 2022 | Joe Biden                 | 46e president van de Verenigde Staten |

## Goede doelen
Op de Presidents Cup wordt er geen prijzengeld uitgereikt, en alle inkomsten van het kampioenschap worden verdeeld over goede doelen die door de spelers, teamcaptains en teamassisten worden uitgekozen. Tijdens de eerste tien edities werd er meer dan 32 miljoen dollar opgehaald voor goede doelen van over de hele wereld.

## Resultaten
| Jaar | Golfbaan                         | Locatie                        | Winnend team        | Score     | Teamcaptain VS    | Teamcaptain Internationaal |
| ---- | -------------------------------- | ------------------------------ | ------------------- | --------- | ----------------- | -------------------------- |
| 2024 | Royal Montreal Golf Club         | Montréal, Quebec, Canada       | Verenigde Staten    | 18,5-11,5 | Jim Furyk         | Mike Weir                  |
| 2022 | Quail Hollow Club                | Charlotte, North Carolina, VS  | Verenigde Staten    | 17,5-12,5 | Davis Love III    | Trevor Immelman            |
| 2019 | Royal Melbourne Golf Club (3)    | Melbourne, Victoria, Australië | Verenigde Staten    | 16–14     | Tiger Woods       | Ernie Els                  |
| 2017 | Liberty National Golf Club       | Jersey City, New Jersey, VS    | Verenigde Staten    | 19–11     | Steve Stricker    | Nick Price (3)             |
| 2015 | Jack Nicklaus Golf Club Korea    | Incheon, Zuid-Korea            | Verenigde Staten    | 15,5-14,5 | Jay Haas          | Nick Price (2)             |
| 2013 | Muirfield Village                | Dublin, Ohio, VS               | Verenigde Staten    | 18,5-15,5 | Fred Couples (3)  | Nick Price                 |
| 2011 | Royal Melbourne Golf Club (2)    | Melbourne, Victoria, Australië | Verenigde Staten    | 19–15     | Fred Couples (2)  | Greg Norman (2)            |
| 2009 | Harding Park Golf Club           | San Francisco, Californië, VS  | Verenigde Staten    | 19,5-14,5 | Fred Couples      | Greg Norman                |
| 2007 | Royal Montreal Golf Club         | Montreal, Quebec, Canada       | Verenigde Staten    | 19,5-14,5 | Jack Nicklaus (4) | Gary Player (3)            |
| 2005 | Robert Trent Jones Golf Club (4) | Gainesville, Virginia, VS      | Verenigde Staten    | 18,5-15,5 | Jack Nicklaus (3) | Gary Player (2)            |
| 2003 | Fancourt Hotel and Country Club  | George, West-Kaap, Zuid-Afrika | Gelijkspel          | 17–17     | Jack Nicklaus (2) | Gary Player                |
| 2000 | Robert Trent Jones Golf Club (3) | Gainesville, Virginia, VS      | Verenigde Staten    | 21,5-10,5 | Ken Venturi       | Peter Thomson (3)          |
| 1998 | Royal Melbourne Golf Club        | Melbourne, Victoria, Australië | Internationale Team | 20,5-11,5 | Jack Nicklaus     | Peter Thomson (2)          |
| 1996 | Robert Trent Jones Golf Club (2) | Gainesville, Virginia, VS      | Verenigde Staten    | 16,5-15,5 | Arnold Palmer     | Peter Thomson              |
| 1994 | Robert Trent Jones Golf Club     | Gainesville, Virginia, VS      | Verenigde Staten    | 20–12     | Hale Irwin        | David Graham               |

Van de 14 gespeelde edities wist de Verenigde Staten er 12 te winnen, het internationale team 1 en er was 1 editie die als gelijkspel eindigde.

## Golfclubs als toekomstige gastheer
- 2026: Medinah Country Club (Medinah, Verenigde Staten)
- 2028: Kingston Heath Golf Club (Cheltenham, Australië)
- 2030: Bellerive Country Club (Town and Country, Verenigde Staten)

Bron: 

## Records
- Meeste deelnames met een team: 12
  - Phil Mickelson (VS), 1994–2017
- Meest behaalde punten: 32,5
  - Phil Mickelson (VS) (record van 26–16–13)
- Meeste punten gewonnen in enkelspellen: 7
  - Tiger Woods (VS) (record van 7–2–0)
- Meeste punten gewonnen in foursomes: 14
  - Phil Mickelson (VS) (record van 12–6–4)
- Meeste punten gewonnen in fourballs: 13
  - Phil Mickelson (VS) (record van 10–5–6)
- Meeste punten gewonnen op één editie: 5
  - Mark O'Meara (VS) - 1996
  - Shigeki Maruyama (Int) - 1998
  - Tiger Woods (VS) - 2009
  - Jim Furyk (VS) - 2011
  - Branden Grace (Int) - 2015
  - Jordan Spieth (VS) - 2022
- Jongste deelnemer: 18 jaar, 21 dagen
  - Ryo Ishikawa (Int) - 2009
- Oudste deelnemer: 49 jaar, 353 dagen
  - Jay Haas (VS) - 2003

Bron: 